# Phlyctimantis
Genre
Phlyctimantis est un genre d'amphibiens de la famille des Hyperoliidae.

## Répartition
Les cinq espèces de ce genre se rencontrent dans le sud de la Tanzanie, de l'Est du Liberia à la Côte d'Ivoire et dans l'est du Nigeria, dans l'ouest du Cameroun, en Guinée équatoriale, dans les forêts humides de la République démocratique du Congo.

## Liste des espèces
Selon Amphibian Species of the World (10 juin 2017) :
- Phlyctimantis boulengeri Perret, 1986
- Phlyctimantis keithae Schiøtz, 1975
- Phlyctimantis leonardi (Boulenger, 1906)
- Phlyctimantis maculatus (Duméril, 1853)
- Phlyctimantis verrucosus (Boulenger, 1912)

## Publication originale
- Laurent & Combaz, 1950 : Sur l'attribution générique de certains Batraciens appartenant a la sous-famille des Hyperoliinae. Revue de Zoologie et de Botanique Africaines, vol. 43, p. 269-280.